# 레스 백스터
레스 백스터(Les Baxter, 아명(兒名)은 Leslie Thompson Baxter, 1922년 3월 14일 ~ 1996년 1월 15일)는 미국의 싱어송라이터, 피아노 연주자, 영화배우, 영화 음악감독, 악단 지휘자, 합창단 지휘자이다.

## 생애
1945년 미국에서 가수 첫 데뷔하였고 1951년 스웨덴 영화 《Sommaren med Monika》로 영화음악연출가 데뷔하였으며 1956년 미국 영화 《Hot cars》로 영화음악감독 데뷔하였고 이어 같은 해 1956년 미국 영화 《Hot blood》를 음악연출하였는데 이 영화의 단역으로 영화배우 데뷔하였다.

## 유명세
그는 보통적으로 대한민국 국내에서는 《Unchained melody》라는 곡을 오리지널 원곡으로 부른 가수로 널리 잘 알려져 있다.